# Sutherlandia frutescens
Sutherlandia frutescens (conocida comúnmente como arbusto del cáncer, guisantes globosos,   es una leguminosa del sur de África que tradicionalmente ha sido utilizada como una medicina indígena para diversas dolencias.

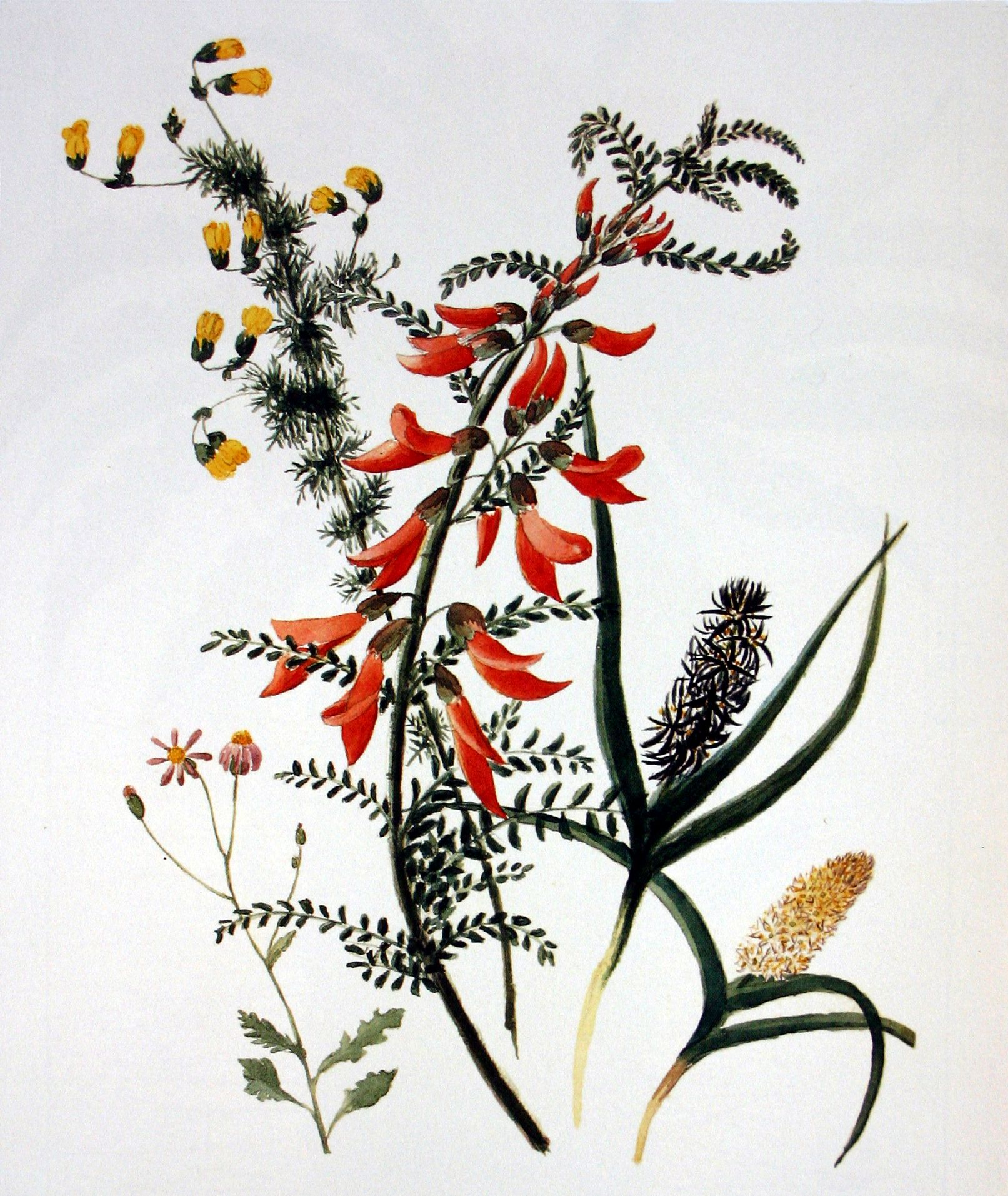
Ilustración

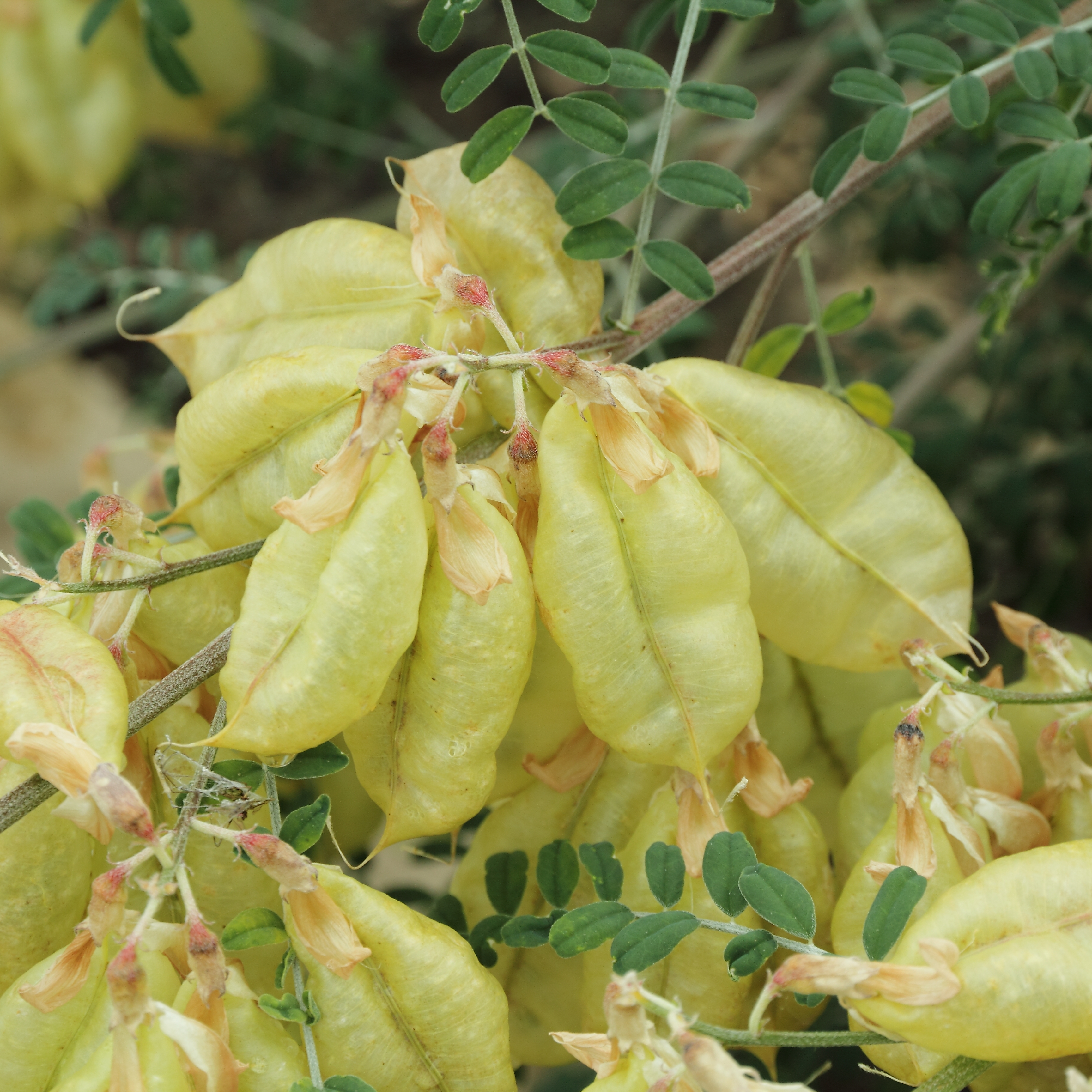
Detalle

## Descripción
Es un arbusto con hojas amargas y aromáticas. Sus flores son de color rojo anaranjado y aparecen en primavera hasta mediados de verano.

## Cultivo
S. frutescens es una pequeña mata que crece hasta 1 metro de altura. Es nativa de las partes secas de Sudáfrica, prefiriendo condiciones de mucho sol pero siendo tolerante a una amplia variedad de tipos de suelo. Es una planta resistente, robusta, de rápido crecimiento y tolerante a la sequía, aunque de corta vida. Las semillas germinan inmediatamente alrededor de las 2 o 3 semanas y establecen plantas en seguida. El plantón puede ser vulnerable al marchitamiento fúngico, pero si se le provee de un suelo bien drenado, crece rápidamente y no es muy vulnerable a las plagas.

## Usos tradicionales
Una infusión hecha de sus hojas es un remedio tradicional para la fiebre, varicela, gripe, reumatismo, hemorroides, diarrea, y problemas estomacales y hepáticos.
En la actualidad, S. frutescens tiene una reputación como cura para el cáncer y para el tratamiento de los síntomas del VIH/SIDA. Sin embargo, no hay apoyo científico para afirmar que esta planta pueda curar el cáncer o el SIDA, aunque existen algunas evidencias preliminares que sugieren un beneficio potencial en ser una ayuda contra los trastornos del sistema inmune.

## Estudio científicos

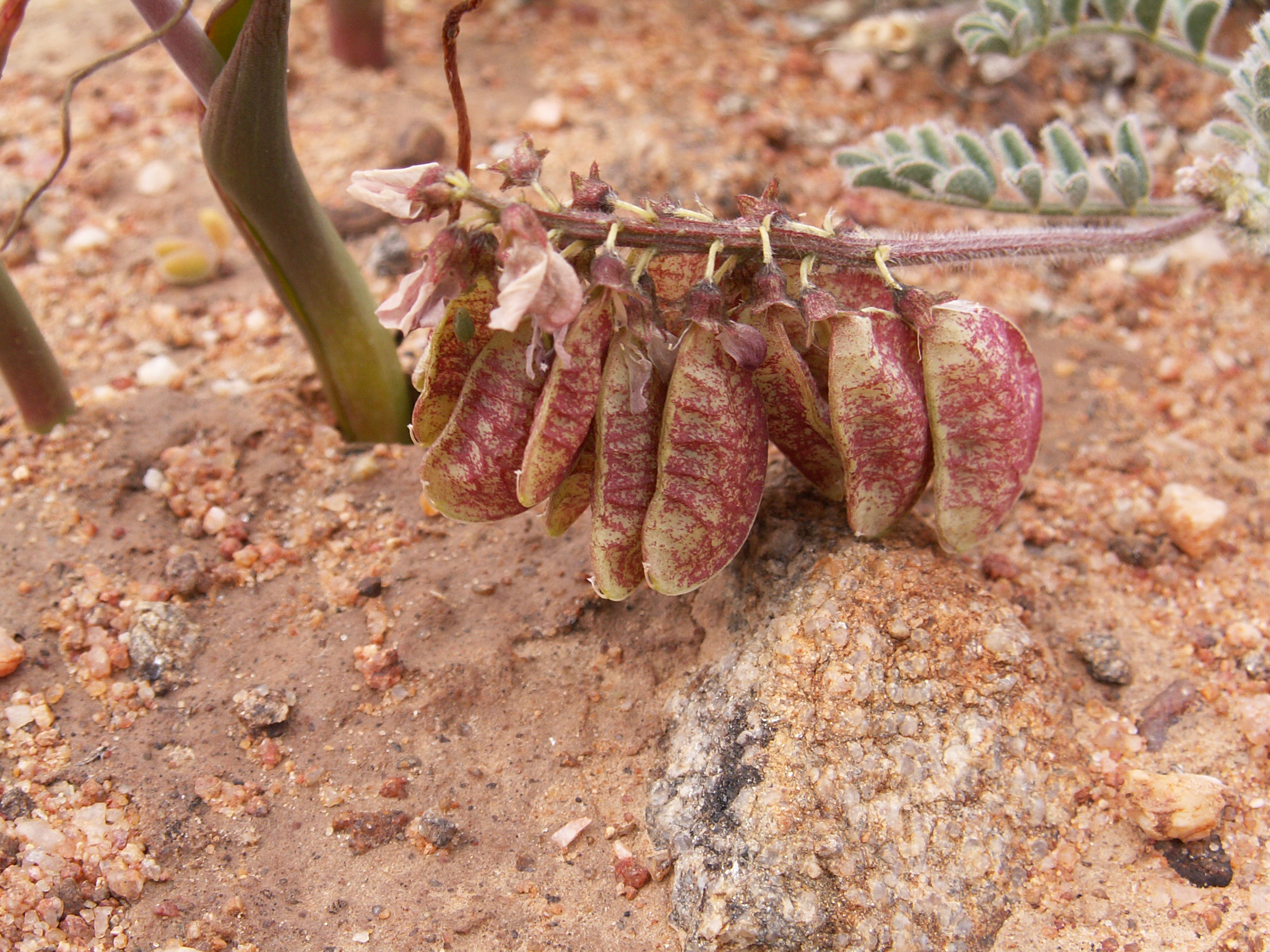
in Habitat, Richtersveld

Hay muy poca evidencias en relación con la seguridad y ninguno en relación con la eficacia de S. frutescens. Un pequeño estudio clínico piloto examinó la seguridad de los S. frutescens en adultos sanos y descubrieron que durante tres meses eran bien tolerados hasta 800 mg/día de cápsulas de las hojas.
Una variedad de estudios animales han sido utilizados también para examinar la farmacología putativa de S. frutescens. Un estudio encontró que el extracto acuoso que dispara S. frutescens posee en ratones propiedades analgésicas, antiinflamatorias y hipoglucémicas y esto "le da credibilidad farmacológica a los usos folclóricos de esta hierba en la gestión y/o control del dolor, la artritis y otras condiciones inflamatorias, así como para la diabetes de tipo-2 mellitus en adultos".
No ha habido ningún estudio clínico sobre la eficacia de S. frutescens para el tratamiento de la diabetes. Un estudio que mostró algunas evidencias in vitro sobre su efectividad concluyó que "el verdadero beneficio de la preparación merece ser probado en un entorno clínico".
El consumo de S. frutescens de pacientes con VIH/SIDA es controvertido debido a que tiene interacciones adversas con los fármacos habitualmente utilizados para tratar la enfermedad, tales como los medicamentos antirretrovirales.
Sutherlandia contiene un número de compuestos altamente activos, incluyendo el pinitol, L-canavanina y el aminoácido GABA. L-canavanina es un antagonista fuerte de L-arginina, por lo que podría tener propiedades adaptogénicas.

## Taxonomía
Sutherlandia frutescens fue descrita por (L.) R.Br. y publicado en Hortus Kewensis; or, a Catalogue of the Plants Cultivated in the Royal Botanic Garden at Kew. London (2nd ed.) 4: 327. 1812.
Sinonimia
- Colutea frutescens L.[10]